# Annat (Schotland)
Annat (Schots-Gaelisch: An Annaid) is een dorp op de zuidoostelijke oevers van Loch Torridon in Ross and Cromarty in de Schotse Hooglanden in de buurt van Achnasheen.